# Мишалл
Мишалл (англ. Myshall; ирл. Míseal, «низкая долина») — деревня в Ирландии, находится в графстве Карлоу (провинция Ленстер) у трассы R724.

## Демография
Население — 200 человек (по переписи 2006 года).
Данные переписи 2006 года:
| Общие демографические показатели |               |                               |                               |      |      |
| Всё население                    | Всё население | Изменения населения 2002—2006 | Изменения населения 2002—2006 | 2006 | 2006 |
| 2002                             | 2006          | чел.                          | %                             | муж. | жен. |
| -                                | 200           | 200                           | -                             | 105  | 95   |